# Эбан
Эбан  (ингуш. Эбане, ранее также Обане) — село в Джейрахском районе Ингушетии, в составе сельского поселения Бейни. Родовое село тейпа Обанхой.
Этимология названия затемнена, вероятно, от имени собственного.

## География
Замок Эбан расположен в начале Джейрахского ущелья, на крутом правом берегу реки Армхи в пяти километрах от Военно-Грузинской дороги. Рядом находится поворот на центр сельского поселения — аул Бейни. По другую сторону реки Армхи — поворот к курорту и селу Армхи.

## Население
| 1926 | 2010 |
| ---- | ---- |
| 7    | ↘0   |

## Выходцы из Эбана (Обанхой)
- Цицкиевы
- Ахильговы
- Балхаевы
- Джамбулатовы[6]